# 15 明刹工業高校ラグビー部
『15 明刹工業高校ラグビー部』（フィフティーン めいせつこうぎょうこうこうラグビーぶ）は、成瀬芳貴による日本の漫画作品。スクウェア・エニックスのウェブコミック配信サイト『ガンガンONLINE』で2009年8月6日と9月3日に前後編で読切が掲載され、2010年3月11日更新分から2011年11月3日まで連載された。

## 登場人物

### 明刹工業高校
宇治川 アキラ（うじかわ アキラ）
No.15 フルバック [FB] 明刹高校1年生
父親がラグビー選手だったことから、ラグビーに憧れたが育った島では自分以外の子どもはいなく、年寄りしかいなかったため、ラグビーをする相手はいなく偶然見つけたラグビーボールで幼い頃からキックの練習だけをしていた。
ラグビーボールとは「友達」であり、ラグビーボールの跳ぶ場所や転がる場所などを全て把握している。入部後にボールの友達は増えた。初めての「人間」の友達は唯。キックは50メートルまでコントロールすることが出来る。
両親は赤ん坊の頃に亡くし、それ以降は祖母によって育てられ中学卒業後は島を出て明刹高校に入学しラグビー部に入部。
夢は「花園」へ行くことと、友達を100人つくってラグビーをすること。
海老名 唯（えびな ゆい）
No.11 ウイング [WTB] 明刹高校2年生
「花園」を目標とする、ラグビー部の中心的人物。明刹ラグビー部で最速の足をもつ。
今までのラグビー部の雰囲気に嫌気が差し「花園」も諦めかけていたが、アキラと出会い、再び「花園」を目指すようになる。
アキラの最初の「友達」で、誰よりもアキラを信じている。首からiPodらしきものを下げているが、音痴らしい。親友の認識がほぼアレ。
長瀬 広美（ながせ ひろみ）
No.9 スクラムハーフ [SH] 明刹高校3年生
温厚な性格で部内でもめるとよく仲裁に入る。基本的に真と共に行動している。女性のような容姿と性格からクラスではアイドル的存在。
久保田 千里（くぼた ちさと）
No.2 フッカー [HO] 明刹高校3年生
明刹のキャプテン。強面顔で体格がいい。クールな性格だが、試合ではよく仲間に声をかけている。
神山 円（かみやま まどか）
No.6 フランカー [FL] 明刹高校2年生
部活にサボり癖があり、バンドの方に心血を注いでいる。
実家が寺であるために坊主頭で中学時代に真に「一休さんみてー」と言われてからグレだし、ロックバンドの道を走った。
渡部 純（わたべ じゅん）
No.1 プロップ [PR] 明刹高校2年生
プロップをやっているが、体格は細い。よく、仲間に対してキツイ言葉を投げつける（主に円と真に）。お坊ちゃま育ち。
石塚 薫（いしづか かおる）
No.7 フランカー [FL] 明刹高校2年
かわいいものが大好きでいつもウサギのぬいぐるみを抱いている。ラグビーを始めたのもユニフォームのボーダーがかわいいかららしい。
中学時代は不良で、ケンカばかりしていた。
小林 未希世（こばやし みきよ）
No.3 プロップ [PR] 明刹高校3年
純と違い、大きい体格をしている。
境 真（さかい まこと）
No.10 スタンドオフ [SD] 明刹高校3年生
あご髭がトレードマーク。熱い性格。ラグビーでは「ノーサイド精神」が好き。元サッカー部だが、キックは下手。
山田 歩（やまだ あゆむ）
No.8 ナンバーエイト [No.8] 明刹高校3年生
部内で数少ない、体重80キログラム以上の人物で身長も高いが、1年生の頃は背が小さかった。
本徳 萌（ほんとく もえ）
NO.4 ロック [LO] 明刹高校3年生
無愛想だが、小麦曰く「ドSだけど実はとっても優しい」。生徒会役員で忙しく、あまり部活に来られないらしい。
中村 小麦（なかむら こむぎ）
No.5 ロック [LO] 明刹高校3年生
萌のことが大好きでいつも萌の後を追っている。泣き虫な性格でいつも何かしら泣いている。萌とは親友（ただし一方通行）。
桶谷 万生（おけや まお）
No.13 センター [CTB] 明刹高校2年生
唯の幼馴染で、幼稚園の頃から唯と共にラグビーをやっていたため、唯とのコンビネーションは抜群。部活には不真面目だが、ラグビーのことは大好きである。いわゆるツンデレ。
佐野 めぐみ（さの めぐみ）
No.14 ウイング [WTB] 明刹高校1年生
ラグビー部の新入部員。陸上をやっていたため、足が速い。イトコのススメでラグビー部に入部した。妹がいる。
千葉 優（ちば ゆう）
No.12 センター [CTB] 明刹高校1年生
ラグビー部の新入部員。めぐみ同様足が速く、野球・サッカー・バスケ・バレー・セパタクローなどなんでもやっていた。
ラグビーはまだやったことないという理由でラグビー部に入部した。

### 高瀬育英高校
宍戸 明日香（ししど あすか）
No.8 ナンバーエイト [No.8] 高瀬育英3年生
二年生からキャプテンを務める実力者。真紀と昔から仲がよいらしい。
真紀をかいて花園に進んだことに涙し、その後全員で花園に行くことを決意した。
長谷川プロテインジュースを飲める。ただし不味いとは思うらしい。
長谷川 真紀（はせがわ まき）
No.11 ウイング [WTB] 高瀬育英3年生
二年生の時、花園を賭けた試合で怪我を負って、花園にはいけなかった。
その後、試合に出られなかった悔しさから、医師に止められながらも病院でトレーニングをしていた。
その姿は、真紀の怪我でやる気をなくしていた部員たちを前に向かせる原動力になった。
真紀特製のスポーツドリンク（通称長谷川プロテインジュース）はゲボマズ。
山田 静（やまだ しずか）
No.1 プロップ [PR] 高瀬育英3年生
山田四兄弟の次男。
山田 実（やまだ みのる）
No.2 フッカー [HO] 高瀬育英3年生
山田四兄弟の長男。
山田 聡（やまだ さとる）
No.3 プロップ [PR] 高瀬育英3年生
山田四兄弟の三男。
東 宙留（あずま みちる）
NO.4 ロック [LO] 高瀬育英3年生
色黒の長身。関西人。
熊谷 美賢（くまがい みさと）
No.5 ロック [LO] 高瀬育英3年生
バンダナと鼻の絆創膏がトレードマーク。
太田 真珠（おおた ますみ）
No.6 フランカー [FL] 高瀬育英3年生
ぱっと見た外見はチャラ男。少しつり目？

## 単行本
1. 2010年10月 ISBN 978-4-7575-3033-1
2. 2011年4月 ISBN 978-4-7575-3202-1
3. 2012年3月 ISBN 978-4-7575-3414-8